# Silla del Papa
La Silla del Papa es un yacimiento arqueológico que consiste en un oppidum de origen púnico o bástulo-púnico situado en el municipio español de Tarifa (Cádiz). Se ubica en el pico más alto de la sierra de la Plata, dentro del parque natural del Estrecho, cerca de la ensenada de Bolonia. Según los investigadores, se corresponde con la antigua ciudad bástula de Bailo, precursora de Baelo Claudia.

## Ubicación
La Silla del Papa se ubica en el pico Plata, a 457 m s. n. m., el punto más alto de la sierra de la Plata, extendiéndose hacia su ladera noroeste. Desde allí se puede controlar la ensenada de Bolonia y la ensenada de Barbate y Zahara de los Atunes, así como la zona interior hasta Medina Sidonia. Por todo esto, se podría decir que ocupó un lugar de gran importancia estratégica y de control territorial.

## Historia

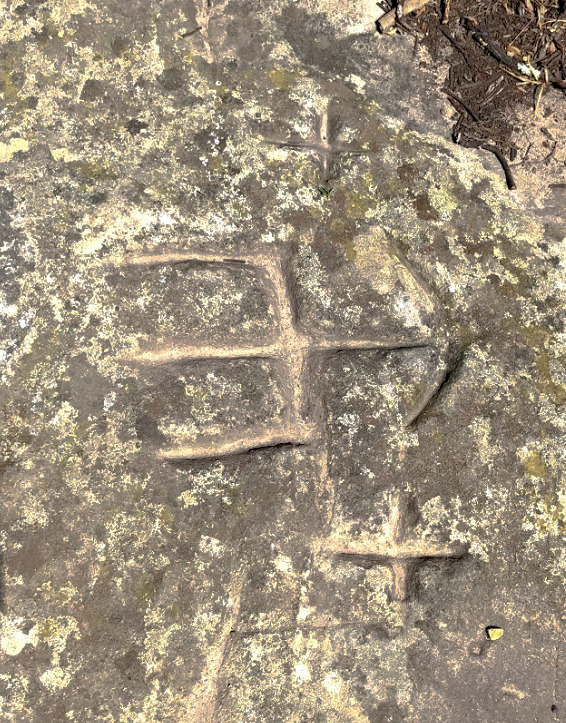
Petrogrifo en la roca, junto a la Silla del Papa.

El yacimiento fue documentado por Adolf Schulten en 1937. Los estudios actuales sostienen que en la Silla del Papa se ubicó la Baelo Claudia prerromana. Los asentamientos más antiguos de Baelo Claudia datan del siglo II a. C., sin que se haya encontrado ningún otro asentamiento anterior al Principado de Augusto en toda la ensenada de Bolonia. Sin embargo, se descubrieron monedas de fecha anterior con leyenda bilingüe latina y neopúnica («Bailo/BLN»), respondiendo al asentamiento de Bailo, de origen púnico o incluso bástulo (siglo VI a. C.), siendo el asentamiento más occidental de los bástulos.
De acuerdo con los investigadores, Bailo se corresponde con la Silla del Papa, y constituyó el asentamiento prerromano previo a la fundación de Baelo Claudia en la costa. Se apoyan, entre otros motivos, en que el abandono de Bailo se produjo en el siglo II a. C., justo en la misma época en que se fundó la ciudad romana en la costa de Bolonia.
No obstante, tras la fundación de Baelo Claudia se mantuvo cierta actividad en Bailo. Adolf Schulten identifica la Silla del Papa con el Mons Belleia, lugar donde Sertorio reunió a sus aliados lusitanos en el 80 a. C. después de cruzar el Estrecho. Asimismo, en el siglo VI se fundó junto al oppidum una iglesia visigótica, que se mantuvo hasta la conquista musulmana.

## Descripción
El yacimiento, de unas doce hectáreas, se corresponde principalmente con un asentamiento urbano, castrense o minero, de tipo oppidum, que cuenta con restos que abarcan desde un Bronce indeterminado hasta una época muy tardía, tal vez paleocristiana o incluso visigótica. 
Contiene también un santuario prehistórico con forma de silla tallada en la roca, que es la que da nombre a todo el yacimiento, y un petroglifo antropomorfo de origen desconocido, que representa un símbolo muy repetido en la pintura rupestre de los abrigos de la zona, como la cueva del Moro.
En las primeras prospecciones del yacimiento se observaron muros de mampostería a hueso realizados con grandes bloques y con sillares toscamente tallados sobre la arenisca. También pueden verse restos de arquitectura rupestre donde los mechinales, vanos, hornacinas y escalones están tallados en la roca. Las prospecciones posteriores de 2007, 2008 y 2009 documentaron zonas con más densidad de construcción que en otras, las cuales, según los investigadores, responden a una perfecta planificación urbana. Del mismo modo, se establecieron zonas con distintas funcionalidades, documentándose una zona con una actividad artesanal y un área funeraria. También se han documentado dos estructuras rectangulares que por similitud a las de otros lugares podrían haber servido como silos o almacenes de productos de consumo o materias primas, o como establos para la ganadería ovina.
En una prospección de 2014 se descubrieron los cimientos de un gran edificio hecho con bloque de piedra en una plataforma extramuros a los pies del oppidum. Fue identificado como iglesia visigótica, y se estima que estuvo en uso entre los siglos VI y VII. Fue quizá una de las iglesias fundadas por Fructuoso de Braga en el litoral gaditano.